# 銀星テーブルゲームズWii
『銀星テーブルゲームズWii』（ぎんせいテーブルゲームズ ウィー）は、エレクトロニック・アーツより2008年10月23日発売のWii用コンピュータテーブルゲーム。開発はシルバースタージャパン。単品販売のWiiウェア版についても記述する。

## 銀星テーブルゲームズWii
以下の6つのゲームが収録されている。
- 囲碁
- 将棋
- チェス
- リバーシ
- 五目並べ
- 麻雀

## Wiiウェア版
パッケージ版との違いは、発売元がシルバースタージャパン、単品発売である（各500Wiiポイント）、画面のデザインやキャラクターが違う、Miiが使えないなどである。
当時、銀星囲碁がコンピュータ囲碁の最強クラスであったことから「最強」を冠していた。2019年1月31日販売終了。

### ラインナップ
- 最強銀星将棋（2008年5月27日）
- 最強銀星囲碁（2008年6月24日）
- 最強銀星チェス（2008年8月5日）
- 最強銀星リバーシ（2008年9月2日）
- 最強銀星麻雀（2008年10月7日）
- 最強銀星五目並べ（2008年11月4日）